# Fruhstorferiola xuefengshana
Fruhstorferiola xuefengshana is een rechtvleugelig insect uit de familie veldsprinkhanen (Acrididae). De wetenschappelijke naam van deze soort is voor het eerst geldig gepubliceerd in 2000 door Fu & Zheng.